# Fabienne Hesse
Fabienne Hesse (* 18. Januar 1982 in Haan) ist eine deutsche Schauspielerin, Hörspiel- und Synchronsprecherin.

## Leben
Fabienne Hesse studierte bis 2007 am Schauspiel Zentrum Köln. Danach wurde sie als Hörspielsprecherin, Theater- und Filmschauspielerin aktiv. Sie spielte unter anderem an der Landesbühne Rheinland-Pfalz und am Contra-Kreis-Theater. Sie wurde auch als Synchronsprecherin tätig, darunter bei zahlreichen Anime-Serien und Filmen. Seit 2019 gehört sie zum Sprecher-Ensemble des Hörspiel-Labels Titania Medien und wirkte in zahlreichen Hörspielen der Reihen Gruselkabinett, Sherlock Holmes und Grimms Märchen mit. Außerdem war sie als böse Schwester in der Titania Special Folge 15 Die Schöne und das Biest zu hören.
Ab 2020 spielte sie „Maris“ in der Fernsehfilmreihe Meine Mutter …

## Filmografie (Auswahl)
- 2013: Die Erfindung der Liebe
- 2016: Marija
- 2020: Wilsberg: Wellenbrecher
- 2020: Meine Mutter traut sich was
- 2021: Meine Mutter im siebten Himmel
- 2021: Meine Mutter und plötzlich auch mein Vater

## Synchronrollen (Auswahl)
- 2016: Trinity Seven als Akio Fudō (Anime-Serie)
- 2018: Ein Mops zum Verlieben: Beattie Edmondson als Sarah Francis
- 2018: Zwei auf der Flucht: Constance Labbé als Juliette
- 2018: Mid90s: Alexa Demie als Estee
- 2020: My Teen Romantic Comedy SNAFU als Hina Ebina (Anime-Serie)
- 2023: Forspoken als Tanta Cinta (Videospiel)

## Hörspiele (Auswahl)
- 2009: Matthias Penzel: Knietief im Chelsea (Nele) – Regie: Thomas Leutzbach (Original-Hörspiel – WDR)
- 2011: Astrid Lindgren: Die Brüder Löwenherz (2 Teile) (Frau) – Regie: Claudia Johanna Leist (Hörspielbearbeitung, Kinderhörspiel – WDR)
- 2011: Christine Kirchhoff: Welt ohne Menschheit. Ein Gedankenexperiment – Regie: Thomas Werner (Originalhörspiel, Kinderhörspiel – WDR)
- 2012: Bodo Traber, Tilman Zens: Puppenstadt (Patientin) – Regie: Petra Feldhoff (Originalhörspiel – WDR)
- seit 2019: Gruselkabinett, fünf Folgen, Hörspielreihe – Regie: Marc Gruppe und Stephan Bosenius (Titania Medien), diverse Rollen[2]
- seit 2019: Sherlock Holmes – Die geheimen Fälle des Meisterdetektivs, drei Folgen, Hörspielserie – Regie: Marc Gruppe und Stephan Bosenius (Titania Medien), diverse Rollen[3]
- seit 2021: Grimms Märchen, vier Folgen, Hörspielreihe – Regie: Marc Gruppe und Stephan Bosenius (Titania Medien), diverse Rollen[4]